# 拉脱维亚被占领时期博物馆
拉脱维亚被占领时期博物馆是一个历史教育机构，位于拉脱维亚首都里加，它成立于1993年，展出的文物和档案文件，都是关于在20世纪为期51年的时期：1940年拉脱维亚被苏联占领，然后在1941年被纳粹德国占领，1944年再次被苏联占领。
博物馆的明确任务是：
- “展示在拉脱维亚发生的事情，其土地和人民从1940年到1991年处于两个极权主义政权的占领之下；
- “记住反对拉脱维亚国家和人民的外国势力所犯下的罪行；
- “记住占领的受害者：丧生者，被迫害者，强行驱逐或逃离占领政权的恐怖者。”[1]

其他国家高层互访来到拉脱维亚，通常都会正式安排参观被占领时期博物馆。